# Studio Canova
Lo Studio Canova è un edificio storico della città di Roma, in via delle Colonnette 26A-27.

## Storia e descrizione
Nel 1779 Antonio Canova, scultore e massimo esponente del neoclassicismo, decise di trasferirsi nella città di Roma. Dopo essersi inserito nella vita cittadina, nel 1803 acquisì un immobile nel Campo Marzio, vicino al Porto di Ripetta, dove organizzò un ampio studio. Si trattava di una vera e propria bottega all'antica, dove Canova, la cui eccellenza (e anche la moda) richiamavano numerosissime commesse, operava insieme a numerosi collaboratori.
L'edificio ospitava anche reperti archeologici da studio, giunti in vario modo nella disponibilità dello scultore, e che figurano oggi in parte murati nelle pareti anche esterne dell'edificio. Alla morte dell'artista l'immobile, come testimonia la lapide affissa in facciata sull'attuale via Canova nel 1822, fu lasciato in eredità - insieme all'attrezzatura - ad Antonio D'Este, scultore e collaboratore del Canova stesso, e a suo figlio Alessandro.
L'edificio è privato, ma vincolato dallo Stato per il suo interesse storico-artistico nel 1953.  Dal 1978 è stato trasformato in una galleria d'arte.